# Pulsatilla violacea
Pulsatilla violacea là một loài thực vật có hoa trong họ Mao lương. Loài này được Rupr. miêu tả khoa học đầu tiên năm 1869.